# Bernardino López de Carvajal
Bernardino López de Carvajal   (Plasència, 8 de setembre de 1456 - Roma, 16 de desembre de 1523) fou un cardenal i bisbe castellà. Era fill de Francisco López de Carvajal y Trejo i d'Aldonza de Sande.

## Biografia
Va realitzar els seus estudis a la Universitat de Salamanca on es va llicenciar en teologia el 1478 i va arribar a ser rector d'aquesta universitat el 1481.
L'agost de 1488 fou nomenat bisbe d'Astorga però ja el gener de l'any següent fou traslladat a Badajoz, dirigint la diòcesi fins al 1493, quan fou nomenat bisbe de Cartagena in commendam. Mentrestant, el 1492, havia esdevingut ambaixador de Ferran II d'Aragó i Isabel de Castella a la Santa Seu.
En el consistori del 20 de setembre de 1493 el papa Alexandre VI el va nomenar cardenal i li va assignar el títol cardenalici de Santi Marcellino e Pietro. El 1495 va deixar el càrrec de bisbe de Cartagena i va ser nomenat bisbe de Sigüenza. El mateix any va optar pel títol de Santa Croce in Gerusalemme, que va mantenir directament fins al 1507 i in commendam fins al 1511. El 1496 va ser llegat papal al rei dels romans Maximilià I, futur emperador del Sacre Imperi Romanogermànic. Posteriorment va tenir l'encàrrec de portar a Carles VIII de França l'avís del papa, sota pena d'excomunió, de continuar la seva intervenció militar a Itàlia. L'any 1498 va ser nomenat camarlenc del Sagrat Col·legi, càrrec que va ocupar durant aproximadament un any. El juliol de 1503 va ser nomenat administrador apostòlic del bisbat d'Avellino, durant uns dos anys. El 30 de desembre de 1503 va ser nomenat patriarca titular de Jerusalem. El 3 d'agost de 1507 va ser nomenat cardenal bisbe d'Albano però ja el 17 de setembre d'aquell any va optar per la seu suburbicària de Frascati, i l'any següent per la de Sabina, repetint aquesta el març de 1509.
Bernardino es va enfrontar amb el papa Juli II i va ser el cap dels cardenals rebels que el 16 de maig de 1511 van signar un document que va convocar un concili a Pisa per a l'1 de setembre d'aquell any. El papa Juli II va respondre a l'octubre excomunicant-lo i deposant-lo de tots els càrrecs, inclòs el títol de cardenal. Juntament amb ell van ser excomunicats els cardenals Federico Sanseverino, Francesc de Borja, Guillaume Briçonnet i René de Prie. Aquell mateix mes es va reunir el concili convocat per Bernardino a Pisa i, amb el suport de Lluís XII de França i de l'emperador Maximilià I, va destituir Juli II i, es rumorejava, que havia escollit un nou papa, el mateix Carvajal, que hauria pres el nom de Martí VI o potser d'Urbà VII.
Després de la derrota dels enemics de Juli II per la Lliga Santa, establerta contra els francesos, i el resultat del Concili del Laterà V, convocat per Juli II, que va condemnar el concili de Pisa com a cismàtic, l'emperador Maximilià va reconèixer la legitimitat de Juli II i també Lluís XII va abandonar els cardenals rebels. Quan va morir Juli II, el 21 de febrer de 1513, el conclave de 1513 va elegir el papa Lleó X (nascut Giovanni de 'Medici), a qui Bernardino, que mentrestant havia estat empresonat a Florència, va demanar el perdó papal juntament amb Sanseverino.
Mentre el concili del Laterà encara estava obert (va acabar el 16 de març de 1517), el papa va acceptar la petició de perdó a canvi de l'abjuració del Concili de Pisa, que va tenir lloc públicament en el consistori del 27 de juny de 1513, i a Bernardino se li van retornar els seus títols. El 14 de gener de 1521 va ser nomenat bisbe de Plasència. En vista del seu nomenament com a Degà del Sagrat Col·legi, el 5 d'agost de 1521, el juliol del mateix any optà per les seus suburbicàries d'Ostia i Velletri. Nomenat administrador apostòlic de Foligno el 26 de setembre de 1522, va deixar el seient al seu nebot Rodrigo el febrer de 1523. A la seva mort va ser enterrat a la basílica de la Santa Creu de Jerusalem a Roma.